# Confédération (Pologne)
Pour les articles homonymes, voir Confédération.
La Confédération Liberté et Indépendance (en polonais, Konfederacja Wolność i Niepodległość), abrégée en Confédération, est une alliance électorale polonaise fondée le 6 décembre 2018 et initialement composée de la KORWiN (devenu Nouvel espoir) et du Mouvement national.
La Confédération Liberté et Indépendance adopte des positions nationalistes, monarchistes, conservatrices et antisystème et se situe à droite du parti Droit et justice (PiS). Certaines déclarations de membres de la coalition ont été jugées sexistes, racistes ou antisémites,.
La coalition parvient à engranger 6,8 % des voix aux élections parlementaires de 2019 et gagne 11 sièges à la diète de Pologne. Krzysztof Bosak obtient le même score au premier tour de l’élection présidentielle de 2020. Lors de la présidentielle de 2025, le candidat de la Confédération, Sławomir Mentzen, double le score du parti mais ne parvient pas à se hisser au second tour et joue ainsi le faiseur de rois durant l'entre-deux-tours.

## Composition

### Partis politiques
| Nom | Nom                                 | Ideologie                                                                             | Positionnement          | Leader                 | Députés | Sénateurs | Députés européens | Date d'entrée    |
| --- | ----------------------------------- | ------------------------------------------------------------------------------------- | ----------------------- | ---------------------- | ------- | --------- | ----------------- | ---------------- |
|     | Nouvel espoir                       | Libertarianisme, paléo-libertarianisme, anti-socialisme, laissez-faire                | Droite à extrême droite | Sławomir Mentzen       | 8 / 460 | 0 / 100   | 3 / 53            | 6 décembre 2018  |
|     | Mouvement national                  | Nationalisme, populisme de droite, national-conservatisme, opposition à l'immigration | Extrême droite          | Robert Winnicki        | 6 / 460 | 0 / 100   | 2 / 53            | 6 décembre 2018  |
|     | Parti des chauffeurs (en)           | Défense des droits des automobilistes, anti-bureaucratie                              | Droite                  | Lech Kędzierski        | 0 / 460 | 0 / 100   | 0 / 53            | 10 avril 2019    |
|     | Union des familles chrétiennes (en) | Conservatisme social, catholicisme politique (en), fondamentalisme                    | Extrême droite          | Bogusław Rogalski (en) | 0 / 460 | 0 / 100   | 0 / 53            | 13 août 2019     |
|     | Ligue nationale (en)                | Démocratie nationale, nationalisme                                                    | Extrême droite          | Zbigniew Lipiński      | 0 / 460 | 0 / 100   | 0 / 53            | 5 septembre 2019 |

La Confédération de la couronne polonaise est membre de la coalition de 2019 à son expulsion en 2025.

## Histoire

### Fondation et premiers résultats électoraux
En décembre 2018, la KORWiN et le Mouvement National s'accordent pour former un groupe politique commun en vue des prochaines élections. Début 2019, d'autres partis et hommes politiques (principalement élus via la liste Kukiz'15 en 2015) rejoignent la coalition. Le parti présente des listes dans toutes les circonscriptions en vue des élections européennes.
Aux élections européennes de 2019, la coalition reçoit 621 188 voix et 4,55 % des suffrages. Elle ne décroche cependant aucun siège, le seuil électoral étant de 5%. Peu après les élections européennes, certains membres quittent la coalition, dénonçant un manque de transparence de l'organisation.
En juillet 2019, le nom Confédération Liberté et Indépendance est enregistré auprès de la commission électorale nationale.
Lors des élections parlementaires du 13 octobre 2019, la Confédération remporte 6,81 % des voix et 11 sièges à la diète ainsi que 0,79 % aux élections sénatoriales sans remporter aucun siège. S'étant servi habilement des réseaux sociaux pour mener leur campagne, la coalition devient la troisième force politique chez les moins de 30 ans.
En vue de l'élection présidentielle de 2020, la coalition organise une primaire (en). Krzysztof Bosak (Mouvement national) l’emporte face à Grzegorz Braun (Confédération de la couronne polonaise). Lors du premier tour de l'élection présidentielle, Bosak obtient 6,78 % des suffrages exprimés (1 317 380 voix), se classant quatrième sur onze candidats.
En mai 2025, Sławomir Mentzen provoque une crise au sein de la Confédération en buvant une bière avec le candidat de la Plate-forme civique à l'élection présidentielle Rafał Trzaskowski et le ministre Radosław Sikorski dans son propre pub. Cette rencontre, filmée et largement diffusée sur les réseaux sociaux, suscite l'indignation de l'aile radicale du parti qui y voit une trahison. Janusz Korwin-Mikke dénonce publiquement Mentzen comme un « traître » et appelle à l'écarter de la politique. Krzysztof Bosak, leader du Mouvement national, réaffirme publiquement l'unité stratégique entre lui et Mentzen concernant leur approche vis-à-vis de Droit et justice et de la Plate-forme civique, déclarant qu'il n'existe aucune différence stratégique entre eux.
Lors des Élection présidentielle polonaise de 2025 Confédération et son candidat obtiennent presque 3 millions de voix, se classant 3e mais n'accédant pas au second tour.

## Électorat
D'après le site d'informations Notes From Poland, la Confédération recueille un grand soutien parmi les jeunes hommes vivant dans des villes peu peuplées et dans les zones rurales. D'après une enquête d'Ipsos datant de mars 2023, 27 % des moins de 40 ans et 37 % des hommes jeunes soutiennent cette coalition. L'électorat de la Confédération est préoccupé par le manque d'opportunités professionnelles et la corruption.

## Idéologie
D'inspiration néolibérale, et conservatrice, la coalition est orientée à droite, et elle se positionne à l'extrême droite,, sur l'échiquier politique pour son opposition à l'avortement, à la « propagande LGBT » ou pour des propos tenus par ses représentants jugés sexistes, racistes ou antisémites. Elle est également considérée comme faisant partie de la droite radicale, bien que certains aient objecté qu'elle ne contienne pas tous les éléments de la droite radicale.
Contrairement à Droit et justice, sa position économique est orientée vers le libéralisme économique et le libertarianisme économique et elle est considérée comme fortement favorable au marché libre,,. Elle souhaite une diminution massive du rôle de l'état dans l'économie.
Elle est également nationaliste, et a également été qualifiée de national-libéral.
Son idéologie comprend le soutien à de nombreuses idées populistes de droite. Elle a présenté une position d'opposition radicale à l'Union européenne,, et a critiqué ses politiques et celles de Droit et justice en matière d'immigration, appelant à des positions plus dures contre l'immigration illégale à la place,. Elle est également socialement conservateur, et elle a également exprimé des opinions xénophobes, et a ouvertement apporté son soutien à l'antisémitisme,,. Pendant la pandémie de Covid-19, elle a également diffusé des informations erronées sur le Covid-19 et s'est opposé aux lois mises en œuvre par le gouvernement,. Depuis l'invasion de l'Ukraine par la Russie, tout en condamnant l'invasion, la Confédération est le seul groupe politique majeur à critiquer la politique menée par le PiS au pouvoir concernant son aide apportée à l'Ukraine. La Confédération se montre sceptique vis-à-vis de l'importance de l'aide apportée par le gouvernement polonais à l'Ukraine, estimant que les intérêts de la Pologne ne convergent pas toujours avec ceux de l'Ukraine. Ces prises de position valent à la Confédération une baisse de soutien.
Dans son programme, elle a déclaré son objectif « de transformer la Pologne en une nation ethnocratique et culturellement homogène construite autour de principes traditionalistes-catholiques ». Elle a également exprimé un sentiment nativiste.

### Programme

#### Imposition et économie
La Confédération est en faveur d'une diminution des impôts et prélèvements : diminution de l'impôt sur le revenu, rendre optionnel le système de retraite, diminuer les prélèvements sur les carburants. Afin de financer ces mesures, la coalition propose de diminuer massivement les dépenses publiques, qui sont jugées inutiles. Elle prévoit aussi d’ouvrir le système de santé publique à la concurrence, limiter le système d’allocations en Pologne et est opposée à la revalorisation des allocations familiales.
Afin d'augmenter les salaires, la Confédération propose un forfait "entrepreneurs polonais" qui diminuerait les impôts et régulations touchant les entrepreneurs et commerçants.
Elle milite aussi pour la libéralisation des cryptomonnaies.

#### Justice
Une réforme de la justice est souhaitée par la coalition. Elle souhaite évaluer les juges sur leur rythme et leur efficacité et réduire la durée des procédures judiciaires à un mois.

#### Éducation
La Confédération juge le système éducatif inefficace, détruisant la créativité et de qualité médiocre. Afin d'introduire une concurrence entre les écoles et d'améliorer la qualité de celles-ci, la Confédération propose d'introduire un chèque éducation pour permettre à chaque parent de payer les études de leur enfant. La Confédération entend protéger l'école de la "propagande LGBT" et souhaite que les parents puissent élever leurs enfants conformément à leurs valeurs.

#### Politique étrangère
La Confédération adopte une position souverainiste sur le plan international. La coalition s'oppose à l'immigration et au multiculturalisme et prône une sortie de l'Union européenne.

#### Politique environnementale
Concernant l'environnement, la Confédération souhaite une interdiction totale de l'importation de déchets en Pologne. La coalition ne s'oppose pas au charbon comme source d'énergie, mais préfère les énergies propres issues de technologies plus récentes.

#### Questions de société
Adoptant une position pro-vie, la coalition souhaite également protéger juridiquement les enfants à naître.

## Résultats électoraux

### Élections présidentielles
| Année | Candidat         | 1er tour  | 1er tour | 1er tour | 2d tour      | 2d tour      | 2d tour      |
| Année | Candidat         | Voix      | %        | Rang     | Voix         | %            | Rang         |
| ----- | ---------------- | --------- | -------- | -------- | ------------ | ------------ | ------------ |
| 2020  | Krzysztof Bosak  | 1 317 380 | 6,78     | 4e       | Non qualifié | Non qualifié | Non qualifié |
| 2025  | Sławomir Mentzen | 2 902 448 | 14,81    | 3e       | Non qualifié | Non qualifié | Non qualifié |

### Élections législatives

#### Diète
| Année | Voix      | %    | +/-  | Sièges   | +/- | Position | Statut     |
| ----- | --------- | ---- | ---- | -------- | --- | -------- | ---------- |
| 2019  | 1 256 953 | 6,81 | Nv.  | 11 / 460 | 11  | 5e       | Opposition |
| 2023  | 1 547 364 | 7,16 | 0,35 | 18 / 460 | 7   | 5e       | Opposition |

#### Sénat
| Année | Voix      | %    | +/-  | Sièges  | +/-           | Position | Statut              |
| ----- | --------- | ---- | ---- | ------- | ------------- | -------- | ------------------- |
| 2019  | 144 124   | 0,79 | Nv.  | 0 / 100 | en stagnation | 6e       | Extra-parlementaire |
| 2023  | 1 443 836 | 6,75 | 5,96 | 0 / 100 | en stagnation | 3e       | Extra-parlementaire |

### Élections européennes
| Année | Voix      | %     | +/-  | Sièges | +/-           | Position |
| ----- | --------- | ----- | ---- | ------ | ------------- | -------- |
| 2019  | 621 188   | 4,55  | Nv.  | 0 / 52 | en stagnation | 4e       |
| 2024  | 1 420 287 | 12,08 | 7,53 | 6 / 53 | 6             | 3e       |